# Dies Domini (2020.)
Dies Domini (lat. Dan Gospodnji), drugi je studijski album popularne duhovne i liturgijske glazbe zagrebačkoga Zbora mladih Maranatha, objavljen 2020. u Zagrebu.
Prvi je nosač zvuka u Hrvatskoj na kojemu su na jednom mjestu redom snimljeni svi misni dijelovi, odnosno, cjelokupni glazbeni repertoar koji prati euharistijsko slavlje tj. jednu svetu misu, od ulazne do izlazne pjesme.
Album je službeno predstavljen na nedjelju Krista Kralja i blagdan sv. Cecilije 22. studenoga 2020. u župnoj crkvi Blažene Djevice Marije Žalosne u zagrebačkom Španskom.
Nepromijenjivi misni dijelovi („Kyrie Eleison”, „Slava Bogu na visini”, „Svet i Blagoslovljen” i „Jaganjče Božji”) dio su Mise zbora mladih Maranatha iz 2003.

## Album

### Popis pjesama
| Br. | Skladba                                                                    | Tekstopisac                 | Skladatelj     | Obrada                        | Trajanje |
| --- | -------------------------------------------------------------------------- | --------------------------- | -------------- | ----------------------------- | -------- |
| 1.  | »Dođite s hvalama« (gitara: Andrija Martinec, klavijature: Mato Matošević) | nepoznat                    | nepoznat       | Mato Matošević                | 1:58     |
| 2.  | »Kyrie Eleison« (klavijature: Mato Matošević)                              | liturgijski tekst           | Mato Matošević | Mato Matošević                | 1:46     |
| 3.  | »Slava Bogu na visini« (orgulje: Mato Matošević)                           | liturgijski tekst           | Mato Matošević | Mato Matošević                | 2:46     |
| 4.  | »Gospodine, Ti si pastir moj« (klavijature: Mato Matošević)                | Ps 23                       | Luka Balvan    | Matija Škvorc                 | 2:52     |
| 5.  | »Aleluja, Slava Tebi Bože«                                                 | usp. Lk 9, 28b-36           |                | Zajednica Taizé               | 2:35     |
| 6.  | »Gospode primi« (flauta: Ana Toman, klavijature: Mato Matošević)           | Josip Korpar, Matija Škvorc | Čedo Antolić   | Mato Matošević                | 1:41     |
| 7.  | »Svet i Blagoslovljen« (klavijature: Mato Matošević)                       | liturgijski tekst           | Mato Matošević | Mato Matošević                | 1:08     |
| 8.  | »Jaganjče Božji« (gitara: Andrija Martinec, klavijature: Mato Matošević)   | liturgijski tekst           | nepoznat       | Mato Matošević                | 1:14     |
| 9.  | »Kao košuta« (klavijature: Mato Matošević)                                 | Ps 42                       | Martyn Nystrom | Mato Matošević                | 2:24     |
| 10. | »Tvoja Krv« (klavijature: Mato Matošević)                                  | Michael Christ              | Michael Christ | Matija Škvorc, Mato Matošević | 2:15     |
| 11. | »Zahvali« (violina: Ozana Tomić, klavijature: Mato Matošević)              | Henry Smith                 | Henry Smith    | Mato Matošević                | 1:49     |
| 12. | »Ne boj se« (klavijature: Mato Matošević)                                  | Luka Balvan                 | Luka Balvan    | Mato Matošević                | 1:44     |
| 13. | »Ljubav« (klavijature: Mato Matošević)                                     | Emilio Kutleša              | Emilio Kutleša | Goran Kovačić, Mato Matošević | 3:00     |
| 14. | »Meni su mili tvoji stanovi« (klavijature: Mato Matošević)                 | Ps 84                       | nepoznat       | Matija Škvorc, Mato Matošević | 2:20     |

### Sudionici
- Klavijature i orgulje: Mato Matošević
- Gitara: Andrija Martinec (1., 8.)
- Flauta: Ana Toman (6.)
- Violina: Ozana Tomić (11.)
- Snimanje, postprodukcija, mix i mastering: Ivan Škunca
- Grafičko oblikovanje: Doria Plačković
- Izdavač: župa Blažene Djevice Marije Žalosne, vlč. Mato Matić

#### Zbor
- Tenori: Ivša Ivan Galić, Dominik Jelić, Ivan Tomić, Ivan Paleka
- Basi: Hrvoje Ivanković, Bruno Batista, Filip Kokorić, Dominik Tomić, Andrija Martinec
- Soprani: Mihaela Solomun, Sara Jurički, Viktorija Solomun, Petra Strika, Sara Vrdoljak, Matea Čuvalo, Ana Rojc, Karla Budimir, Hanna Lujić, Ana Toman, Marija Bubalo, Ivana Martić
- Alti: Mateja Škaro, Janja Petra Vulić, Ena Sokić, Ivana Đerek, Zrinka Đerek, Paola Jelušić Jovanović, Marija Novak, Ozana Tomić, Tea Sekulić, Franka Šindler, Klara Tomić, Kristina Jelić

Umjetnički voditelji: Matija Škvorc, mag. mus. i Mato Matošević, mag. mus.

## Vanjske poveznice
- Pjesme s albuma: „Dođite s hvalama” i „Tvoja Krv”